# Dư luận về biến đổi khí hậu

Nguyên nhân: Kết quả một cuộc khảo sát dư luận tại 31 quốc gia trong cộng đồng người dùng Facebook về nguyên nhân gây biến đổi khí hậu (thực hiện bởi Chương trình Truyền thông Biến đổi Khí hậu Yale).

Nhận thức mức độ nghiêm trọng: Kết quả một cuộc khảo sát giám sát bởi Chương trình Phát triển Liên Hợp Quốc về niềm tiên liệu biến đổi khí hậu có phải là một tình trạng khẩn cấp hay không.

Dư luận về biến đổi khí hậu có mối liên hệ với một loạt các biến số rộng, trong đó bao gồm tác động của các yếu tố xã hội nhân khẩu học, chính trị, văn hóa, kinh tế và môi trường cũng như phạm vi đưa tin của phương tiện truyền thông và sự tương tác với các tin tức và phương tiện truyền thông xã hội khác nhau. Dư luận quốc tế về biến đổi khí hậu cho thấy phần lớn đều coi cuộc khủng hoảng này là một trường hợp khẩn cấp.
Thăm dò dư luận là một phần quan trọng trong việc nghiên cứu truyền thông về khí hậu và cách cải thiện các hành động ứng phó với biến đổi khí hậu, bằng chứng về dư luận có thể giúp tăng cường cam kết hành động của những người ra quyết định. Các cuộc khảo sát và thăm dò ý kiến để đánh giá dư luận đã được thực hiện từ những năm 1980, lúc đầu tập trung vào nhận thức, nhưng dần dần đưa vào nhiều chi tiết hơn về các cam kết hành động vì khí hậu. Gần đây hơn, các cuộc khảo sát toàn cầu đưa ra dữ liệu chi tiết hơn nhiều, ví dụ, vào tháng 1 năm 2021, Chương trình Phát triển của Liên Hợp Quốc đã công bố kết quả của Cuộc bỏ phiếu về khí hậu của nhân dân. Đây là cuộc khảo sát về khí hậu lớn nhất từ trước đến nay, với phản hồi từ 1,2 triệu người ở 50 quốc gia, cho thấy 64% số người được hỏi coi biến đổi khí hậu là trường hợp khẩn cấp, trong đó bảo tồn rừng và đất là giải pháp phổ biến nhất.

## Khảo sát công chúng
Theo một bài báo năm 2015 dựa trên đánh giá tài liệu của hàng nghìn bài báo liên quan đến hơn hai trăm nghiên cứu trong giai đoạn từ năm 1980 đến năm 2014, nhận thức của công chúng về biến đổi khí hậu đã tăng lên vào những năm 1980 và đầu những năm 1990, sau đó là giai đoạn lo ngại ngày càng tăng - kết hợp với sự gia tăng các lập trường xung đột - vào cuối những năm 1990 và đầu những năm 2000. Tiếp theo đó là giai đoạn "mối quan tâm của công chúng giảm sút và thái độ hoài nghi gia tăng" ở một số quốc gia vào giữa những năm 2000 đến cuối những năm 2000. Từ năm 2010 đến 2014, đã có một giai đoạn cho thấy "sự ổn định có thể có trong mối quan tâm của công chúng về biến đổi khí hậu".
Cuộc thăm dò Rủi ro Thế giới năm 2021 của Quỹ Lloyd's Register do Gallup thực hiện cho thấy 67% người dân coi biến đổi khí hậu là mối đe dọa đối với người dân ở quốc gia của họ, giảm nhẹ so với mức 69% vào năm 2019, có thể là do đại dịch COVID-19 và tác động của nó đến sức khỏe và sinh kế đang là những vấn đề cấp bách. Cuộc thăm dò năm 2021 được tiến hành tại 121 quốc gia với hơn 125.000 cuộc phỏng vấn. Nghiên cứu cũng chỉ ra rằng nhiều quốc gia và khu vực có nhiều kinh nghiệm về thiên tai, bao gồm cả những thiên tai xảy ra thường xuyên và nghiêm trọng hơn do biến đổi khí hậu, cũng đồng thời là những quốc gia có khả năng phục hồi thấp.
Một cuộc khảo sát năm 2021 do Viện các Vấn đề Kinh tế (IEA) thực hiện cho thấy 75% số người Anh trẻ tuổi (16-24 tuổi) được hỏi đồng ý với quan điểm cho rằng biến đổi khí hậu là vấn đề đặc thù của chủ nghĩa tư bản.
Hơn 73.000 người nói 87 ngôn ngữ khác nhau ở 77 quốc gia đã được hỏi 15 câu hỏi về biến đổi khí hậu cho Cuộc bỏ phiếu về khí hậu của nhân dân năm 2024, một cuộc khảo sát dư luận về biến đổi khí hậu, được tiến hành cho Chương trình Phát triển Liên hợp quốc (UNDP) phối hợp với Đại học Oxford và GeoPoll. Nó cho thấy 80% người dân trên toàn cầu muốn chính phủ của họ hành động mạnh mẽ hơn để giải quyết cuộc khủng hoảng khí hậu.
Năm 2024, Ipsos đã tiến hành một cuộc khảo sát về tầm quan trọng của các vấn đề khí hậu trong các cuộc bầu cử. Nghiên cứu phát hiện ra rằng trong số các yếu tố ảnh hưởng đến quyết định của cử tri, biến đổi khí hậu thường đứng ở vị trí quan trọng thứ 10, kém xa các vấn đề khác, đặc biệt là lạm phát. Điều này khiến một số chuyên gia lo ngại vì khoảng 4 tỷ người từ hơn 65 quốc gia, chịu trách nhiệm cho 40% lượng khí thải, dự kiến sẽ tham gia bầu cử quốc gia vào năm 2024.

## Những yếu tố ảnh hưởng tới quan điểm cá nhân

### Khu vực địa lý

Gần sáu trên mười đáp viên cho rằng đã có một hậu quả nghiêm trọng của hiện tượng biến đổi khí hậu xảy ra tại nơi họ sống, trong đó 38% nghĩ họ sẽ được di rời chỗ ở trong 25 năm tới do biến đổi khí hậu.

Cuộc thăm dò toàn cầu lớn đầu tiên do Gallup tiến hành vào năm 2008–2009 tại 127 quốc gia cho thấy khoảng 62% người dân trên toàn thế giới cho biết họ biết về hiện tượng nóng lên toàn cầu. Ở các nước công nghiệp hóa ở Bắc Mỹ, Châu Âu và Nhật Bản, 67% người dân hoặc hơn biết về nó (97% ở Hoa Kỳ, 99% ở Nhật Bản); ở các nước đang phát triển, đặc biệt là ở Châu Phi, ít hơn một phần tư người dân biết về nó, mặc dù nhiều người đã nhận thấy những thay đổi về thời tiết tại địa phương. Kết quả khảo sát cho thấy từ năm 2007 đến năm 2010, chỉ có 42% dân số thế giới nhận thức được về biến đổi khí hậu và tin rằng nó là do hoạt động của con người gây ra. Trong số những người nhận thức được hiện tượng nóng lên toàn cầu, có sự khác biệt lớn giữa các quốc gia trong việc tin rằng sự nóng lên có phải là kết quả do hoạt động của con người gây ra không.
Người trưởng thành ở Châu Á, ngoại trừ ở các nước phát triển, là nhóm những người ít coi hiện tượng nóng lên toàn cầu là một mối đe dọa nhất. Ở các nước châu Á đã phát triển như Hàn Quốc, nhận thức về biến đổi khí hậu gắn liền với niềm tin cảm xúc mạnh mẽ về nguyên nhân gây ra nó. Ở phương Tây, người dân có tỉ lệ nhận thức và coi đó là mối đe dọa rất hoặc khá nghiêm trọng đối với bản thân và gia đình họ cao nhất; mặc dù người châu Âu quan tâm đến biến đổi khí hậu nhiều hơn ở Hoa Kỳ. Châu Phi, nơi dễ bị tổn thương nhất trước sự đe dọa của hiện tượng nóng lên toàn cầu dù sản xuất ít carbon dioxide nhất, lại là nơi mà người dân có ít nhận thức về hiện tượng này nhất – tức là họ không coi đó là một mối đe dọa.

### Giáo dục

Sự thay đổi trong mối quan tâm tới biến đổi khí hậu, được tính theo bởi mức độ người dùng tìm kiếm cụm từ "biến đổi khí hậu" trên Google search.

Ở những quốc gia có sự khác biệt về nhận thức, khoảng cách trong giáo dục sẽ dẫn đến khoảng cách về nhận thức. Tuy nhiên, việc nâng cao nhận thức không phải lúc nào cũng đồng nghĩa với việc tăng khả năng nhận thức được đe dọa. Ở Trung Quốc, 98% những người đã hoàn thành chương trình giáo dục đại học bốn năm hoặc nhiều hơn cho biết họ biết một chút hoặc rất nhiều về biến đổi khí hậu trong khi chỉ có 63% những người đã hoàn thành chín năm giáo dục cho biết như vậy. Bất chấp sự khác biệt về nhận thức ở Trung Quốc, tất cả các nhóm đều nhận thấy mức độ đe dọa thấp từ hiện tượng nóng lên toàn cầu. Ở Ấn Độ, những người được giáo dục có tỉ lệ nhận thức cao hơn và cho biết họ coi hiện tượng nóng lên toàn cầu là một mối đe dọa hơn những người không được giáo dục. Ở châu Âu, những người có trình độ học vấn cao hơn có tỉ lệ coi biến đổi khí hậu là một mối đe dọa nghiêm trọng cao hơn. Ngoài ra, còn tồn tại có mối liên hệ chặt chẽ giữa giáo dục và việc sử dụng Internet. Những người châu Âu sử dụng Internet nhiều hơn thì có tỉ lệ coi biến đổi khí hậu là một mối đe dọa nghiêm trọng cao hơn. Tuy nhiên, một cuộc khảo sát đối với người trưởng thành ở Mỹ cho thấy "có ít sự bất đồng giữa những công dân có nền văn hóa đa dạng về những gì khoa học đã biết về biến đổi khí hậu". Ở Hoa Kỳ, quan điểm về biến đổi khí hậu của những người có trình độ khoa học và giáo dục cao hơn thì có tính phân cực hơn.

### Quan điểm chính trị

Phân chia quan điểm chính trị quốc gia về mức độ nghiêm trọng của biến đổi khí hậu có mối tương quan nhất quán với hệ tư tưởng chính trị, trong đó cánh hữu có xu hướng tiêu cực hơn.

Nghiên cứu cho thấy 80–90% người Mỹ đánh giá thấp sự phổ biến của việc ủng hộ các chính sách giảm thiểu biến đổi khí hậu và các mối quan ngại về khí hậu. Trong khi 66–80% người Mỹ ủng hộ những chính sách này, người Mỹ ước chừng mức độ phổ biến ở vào khoảng 37–43%. Các nghiên cứu viên đã gọi sự nhận thức sai này là một hiện thực xã hội giả, một hình thức của sự vô tri đa nguyên.

Một loạt các chính sách nhằm giảm thiểu phát thải khí nhà kính đã được đề xuất, nhưng sự ủng hộ của công chúng thì có sự khác nhau đầy nhất quán với khác biệt về đảng phái chính trị.

Dư luận về biến đổi khí hậu có thể bị ảnh hưởng bởi việc người dân bỏ phiếu cho ai. Tuy phạm vi đưa tin của phương tiện truyền thông ảnh hưởng đến cách một số người nhìn nhận về biến đổi khí hậu nhưng các nghiên cứu cho thấy hành vi bỏ phiếu ảnh hưởng đến thái độ hoài nghi đối với hiện tượng biến đổi khí hậu. Điều này cho thấy quan điểm của mọi người về biến đổi khí hậu có xu hướng phù hợp với những người mà họ đã bỏ phiếu cho.
Ở châu Âu, giữa các đảng cánh tả và cánh hữu không có sự chia rẽ sâu sắc trong quan điểm về vấn đề biến đổi khí hậu. Trong khi các đảng phái chính trị cánh tả ở châu Âu bao gồm cả Đảng Xanh ủng hộ mạnh mẽ các biện pháp giải quyết vấn đề biến đổi khí hậu, các đảng phái chính trị bảo thủ ở châu Âu cũng giữ quan điểm tương tự, đáng chú ý nhất là ở Tây Âu và Bắc Âu. Ví dụ, Margaret Thatcher chưa bao giờ là một người bạn của ngành khai thác than, bà ủng hộ mạnh mẽ các chính sách bảo vệ khí hậu tích cực và đóng vai trò quan trọng trong việc thành lập Ủy ban Liên chính phủ về Biến đổi Khí hậu và Trung tâm Dự đoán và Nghiên cứu Khí hậu Hadley của Anh. Một số bài phát biểu của bà như bài phát biểu tại Hội Vương thất Luân Đôn vào ngày 27 tháng 9 năm 1988 và tại Đại Hội đồng Liên Hợp Quốc vào tháng 11 năm 1989 đã giúp đưa vấn đề biến đổi khí hậu, mưa axit và ô nhiễm nói chung vào luồng chính thống của Anh. Tuy nhiên, sau sự nghiệp của mình, Thatcher ít hoạt động vì khí hậu hơn vì bà gọi hành động vì khí hậu là "cái cớ tuyệt vời cho chủ nghĩa xã hội siêu quốc gia" và gọi Al Gore là một "sự cường điệu về ngày tận thế". Tổng thống trung hữu Chirac của Pháp đã thúc đẩy các chính sách quan trọng về môi trường và biến đổi khí hậu tại Pháp trong giai đoạn 2005–2007. Chính quyền bảo thủ của Đức (thuộc Liên minh Dân chủ Kitô giáo và Liên minh Xã hội Kitô giáo) đã ủng hộ các sáng kiến về biến đổi khí hậu của Liên minh châu Âu trong suốt hai thập kỷ qua; mối quan tâm về tình trạng rừng chết và các quy định về mưa axit đã được khởi xướng dưới thời bộ trưởng Bộ nội vụ Friedrich Zimmermann thuộc nội các theo phe bảo thủ của Thủ tướng Kohl. Trong giai đoạn sau khi cựu Tổng thống George W. Bush tuyên bố Hoa Kỳ sẽ rời khỏi Nghị định thư Kyōto, các phương tiện truyền thông và báo chí châu Âu thuộc cả cánh tả và cánh hữu đều chỉ trích động thái này. Tờ báo bảo thủ La Razón của Tây Ban Nha, tờ Irish Times, tờ Irish Independent, tờ Berlingske Tidende của Đan Mạch và tờ Kathimerini của Hy Lạp đều lên án quyết định của chính quyền Bush, tương tự như các tờ báo thiên tả.

### Đánh giá và phân loại rủi ro cá nhân
IPCC cố gắng điều phối các cuộc nghiên cứu về biến đổi khí hậu toàn cầu nhằm hình thành một sự đồng thuận trên toàn thế giới về vấn đề này, theo một bài báo năm 1996. Tuy nhiên, cách tiếp cận đồng thuận đã bị xem là một gánh nặng thay vì mang lại lợi ích khi so sánh với các thách thức môi trường khác. Năm 2010, một bài viết trên tờ Current Sociology cho biết mô hình tuyến tính của việc hoạch định chính sách dựa trên thuyết nếu có nhiều kiến thức hơn thì sẽ có phản ứng chính trị tốt hơn được cho là không hiệu quả và vào lúc đó đã bị khoa học xã hội học bác bỏ.
Trong một bài báo năm 1999, Sheldon Ungar, một nhà xã hội học người Canada, đã so sánh những phản ứng khác nhau của công chúng đối với sự suy giảm tầng ôzôn và biến đổi khí hậu. Dư luận đã không liên kết được biến đổi khí hậu với các sự kiện cụ thể có thể được sử dụng như một ngưỡng hoặc ngọn hải đăng để báo hiệu mối nguy hiểm trước mắt. Dự báo khoa học về sự gia tăng nhiệt độ từ hai đến ba độ C trong vài thập kỷ không được người dân, chẳng hạn như ở Bắc Mỹ, cảm nhận một cách rõ rệt, khi họ thường xuyên trải qua những biến động nhiệt độ tương tự trong một ngày. Khi các nhà khoa học định nghĩa sự nóng lên toàn cầu là một vấn đề của tương lai, một gánh nặng trong "nền kinh tế sức chú ý" thì những quan điểm bi quan nói chung và việc gán thời tiết cực đoan cho biến đổi khí hậu thường trở nên mất uy tín hoặc bị chế giễu (so sánh hiệu ứng Gore) trong diễn đàn công cộng. Trong khi hiệu ứng nhà kính bản thân nó rất cần thiết cho sự sống trên Trái Đất thì trường hợp của lá chắn tầng ozon và những ẩn dụ khác về sự suy giảm tầng ozon lại khá khác biệt. Đánh giá khoa học về vấn đề tầng ozon cũng có nhiều sự không chắc chắn. Tuy nhiên, những phép ẩn dụ được sử dụng trong cuộc thảo luận (tấm chắn ozon, lỗ thủng ozon) lại phản ánh tốt hơn với người dân và những mối quan tâm của họ.
Những ẩn dụ dễ hiểu này và những giả định rủi ro cá nhân xuất phát từ chúng đã làm lợi cho những nỗ lực quản lý khí CFC vào cuối những năm 1980. Ngoài ra, số phận của những người nổi tiếng như trường hợp Tổng thống Ronald Reagan phải phẫu thuật cắt bỏ ung thư da vào năm 1985 và 1987 cũng đóng vai trò rất quan trọng. Trong trường hợp dư luận về biến đổi khí hậu, không có mối nguy hiểm sắp xảy ra nào mà người dân có thể nhận thấy được.

### Khả năng nhận thấy được bằng mắt thường

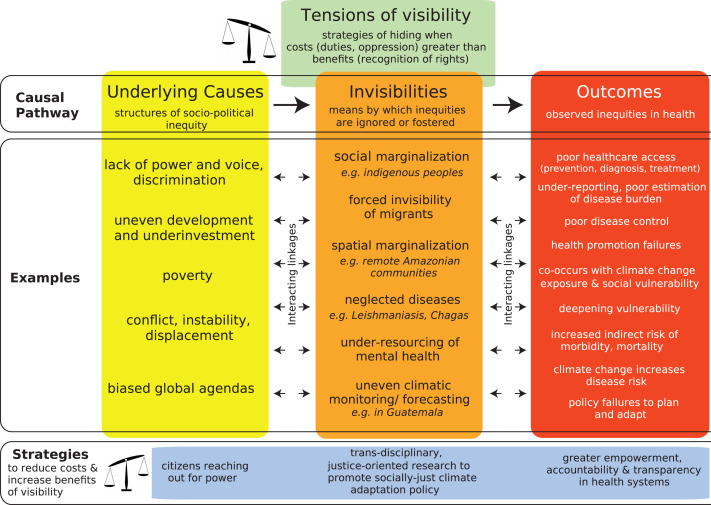
Biểu đồ cho thấy những thách thức và áp lực khác nhau trong khả năng nhìn thấy những vấn đề xảy ra với nguồn nước

Kinh nghiệm cá nhân và việc nhận thấy những thay đổi về thời tiết do biến đổi khí hậu có thể thúc đẩy mọi người tìm ra giải pháp và hành động. Sau khi trải qua tình trạng mất mùa do hạn hán ở Nepal, người dân có xu hướng tìm ra và áp dụng các chiến lược thích ứng để chống lại các yếu tố khiến họ trở nên dễ bị tổn thương mà họ phải đối mặt hơn.
Ngoài việc nghiên cứu sự khác biệt trong nhận thức về biến đổi khí hậu ở các khu vực địa lý lớn, các nhà nghiên cứu đã xem xét tác động của khả năng quan sát trực tiếp đối với từng công dân. Trong cộng đồng khoa học và học thuật, vẫn có tranh luận về việc liệu việc tận mắt chứng kiến các tác động của biến đổi khí hậu có thực sự hữu ích hay không. Mặc dù một số nhà khoa học coi thường các bằng chứng giai thoại, các báo cáo trực tiếp đã được nghiên cứu để có thể tiếp cận các cộng đồng địa phương một cách tốt hơn và hiểu rõ hơn về nhận thức của họ đối với hiện tượng biến đổi khí hậu. Các giải pháp về khí hậu được trình bày cho lĩnh vực tư và công đã tập trung vào việc mang lại kiến thức trực quan và các hành động thực tế hàng ngày, được thiết kế để có thể thúc đẩy mọi người tham gia nhiều hơn nữa, ví dụ như việc các thành viên cộng đồng thực hiện các chuyến tham quan về biến đổi khí hậu và lập bản đồ cây cối trong khu phố của họ.
Trái ngược với đánh giá rủi ro, mức độ nhận thức rủi ro liên tục được đánh giá trong các cuộc nghiên cứu mang tính địa phương có quy mô nhỏ hơn này. Trong một nghiên cứu vào năm 2018 về những người sống gần hệ sinh thái đất ngập nước ở Florida Everglades, việc tham gia các hoạt động giải trí ngoài trời, độ cao và khoảng cách từ vị trí nơi ở của họ so với mực nước biển trung bình là những yếu tố có ảnh hưởng đến mức độ ủng hộ của họ đối với các chính sách bảo tồn môi trường. Những người thường xuyên đi biển và những người đam mê các bộ môn giải trí ngoài trời khác cảm thấy lo ngại về hiện tượng mực nước biển thay đổi được coi là những người có khả năng huy động. Một nghiên cứu khác vào năm 2018 cho thấy 56% người câu cá giải trí được lấy ý kiến trong khu vực cho biết "việc có thể nhìn thấy các loài động vật hoang dã khác" là rất hoặc cực kỳ quan trọng và 60% cho rằng "rất quan tâm" đến sự khỏe mạnh của hệ sinh thái Everglades. Ở các thành phố quan trọng của Mỹ, khả năng nhìn thấy tình trạng căng thẳng về nước và/hoặc sự gần gũi với các nguồn nước đã làm tăng sức mạnh của chính sách bảo tồn nước ở khu vực đó. Nguồn cung cấp nước đang suy giảm hoặc lũ lụt có thể được coi là các động lực thúc đẩy lập trường của công chúng về biến đổi khí hậu. Tuy nhiên, ở những vùng khô cằn nơi nước ít xuất hiện hơn, điều này làm dấy lên mối lo ngại về chính sách yếu kém ở những nơi thực sự cần nước.

### Phương tiện truyền thông xã hội
Trong các nền văn hóa và ngôn ngữ khác nhau, việc sử dụng phương tiện truyền thông mạng xã hội với vai trò là một nguồn tin tức có mối tương quan với mức độ hoài nghi biến đổi khí hậu thấp hơn. Một đặc điểm nổi bật của việc thảo luận về biến đổi khí hậu trên mạng xã hội là việc nền tảng này cho phép các nhà hoạt động tham gia một cách trực tiếp. Ví dụ như, trong một nghiên cứu về việc sử dụng các phần bình luận trên các video YouTube liên quan đến biến đổi khí hậu, một nhóm người dùng cốt lõi bao gồm cả những nhà hành động vì khí hậu và những người hoài nghi đã xuất hiện nhiều lần trong phần bình luận, trong đó hầu hết mọi người về phe hành động vì khí hậu. Mặc dù thường bị chỉ trích là chỉ củng cố thay vì thách thức quan điểm của người dùng, phương tiện truyền thông xã hội cũng đã được chứng minh là đóng một vai trò nhất định trong việc phản ánh nhận thức. Một nghiên cứu về diễn đàn trên Reddit đã nhấn mạnh rằng "trong khi một số cộng đồng bị chi phối bởi các quan điểm ý thức hệ cụ thể thì có những cộng đồng khác lại có tính gợi ý đối với những cuộc tranh luận có tính cân nhắc hơn."

### Hiểu biết về đồng thuận khoa học

Công chúng đánh giá thấp mức độ đồng thuận rằng con người là nguồn cơn gây ra biến đổi khí hậu một cách đáng kể. Các nghiên cứu từ 2019–2021 cho thấy đồng thuận khoa học nằm ở mức từ 98,7–100%.

Đã tồn tại một sự đồng thuận khoa học về biến đổi khí hậu, được công nhận bởi các viện hàn lâm khoa học quốc gia và các cơ quan có thẩm quyền khác. Tuy nhiên, các nghiên cứu đã xác định thấy có một sự khác biệt đáng kể về mặt địa lý trong mức độ hiểu biết của công chúng đối với đồng thuận khoa học này.
Có sự khác biệt rõ rệt giữa ý kiến của các nhà khoa học và ý kiến của công chúng nói chung. Một cuộc thăm dò năm 2009 tại Hoa Kỳ cho thấy "[mặc dù] 84% các nhà khoa học cho rằng Trái Đất đang nóng lên là do các hoạt động của con người, ví dụ như việc đốt nhiên liệu hóa thạch, thì chỉ có 49% công chúng đồng ý với điều đó". Một cuộc thăm dò năm 2010 tại Vương quốc Anh của BBC cho thấy "Sự hoài nghi về hiện tượng biến đổi khí hậu đang gia tăng". Robert Watson cho rằng điều này "rất đáng thất vọng" và nói rằng "Chúng ta cần công chúng hiểu rằng biến đổi khí hậu là một vấn đề nghiêm trọng để từ đó họ có thể thay đổi thói quen của mình và giúp chúng ta hướng tới một nền kinh tế ít carbon."
Một cuộc thăm dò năm 2009 về vấn đề "liệu một số nhà khoa học có làm sai lệch dữ liệu nghiên cứu để hỗ trợ cho các lý thuyết và niềm tin của riêng họ về sự nóng lên toàn cầu hay không" đã cho thấy, 59% người Mỹ tin rằng điều đó  "ít nhất là có khả năng xảy ra", và 35% tin rằng "rất có khả năng xảy ra".
Một nghiên cứu năm 2018 cho thấy mọi người có nhiều khả năng chấp nhận rằng nhiệt độ toàn cầu đang tăng lên nếu họ được cho xem thông tin dưới dạng biểu đồ thay vì dưới dạng văn bản.

### Phủ sóng truyền thông
Các phương tiện truyền thông đại chúng ở Hoa Kỳ chú ý nhiều đến những người hoài nghi hơn là đến cộng đồng khoa học nói chung và mức độ đồng thuận trong cộng đồng khoa học vẫn chưa được truyền đạt một cách chính xác. Phạm vi đưa tin của phương tiện truyền thông đại chúng Hoa Kỳ khác với ở các quốc gia khác nơi việc đưa tin nhất quán với các tài liệu khoa học hơn. Một số nhà báo cho rằng sự khác biệt này là do tình trạng phủ nhận biến đổi khí hậu đang được lan truyền, chủ yếu ở Hoa Kỳ, bởi các tổ chức kinh doanh sử dụng các chiến thuật mà nhóm vận động hành lang đối với thuốc lá ở Hoa Kỳ đã xây dựng trước đó. Tuy nhiên, một nghiên cứu cho thấy rằng những chiến thuật này ít thấy trên phương tiện truyền thông hơn mà thay vào đó công chúng tự rút ra ý kiến của mình về hiện tượng biến đổi khí hậu chủ yếu từ những gợi ý của giới tinh hoa thuộc các đảng phái chính trị.
Một nguyên nhân khác khiến công chúng phủ nhận biến đổi khí hậu có thể là do cảm thấy mệt mỏi vì tiếp xúc quá nhiều với chủ đề này: một số cuộc thăm dò cho thấy công chúng có thể đã nản lòng vì tính cực đoan của các cuộc thảo luận về chủ đề này, trong khi các cuộc thăm dò khác cho thấy 54% cử tri Hoa Kỳ tin rằng "phương tiện truyền thông đưa tin làm cho tình trạng nóng lên toàn cầu có vẻ tồi tệ hơn thực tế".

## Tác động của dư luận xã hội đến chính trị

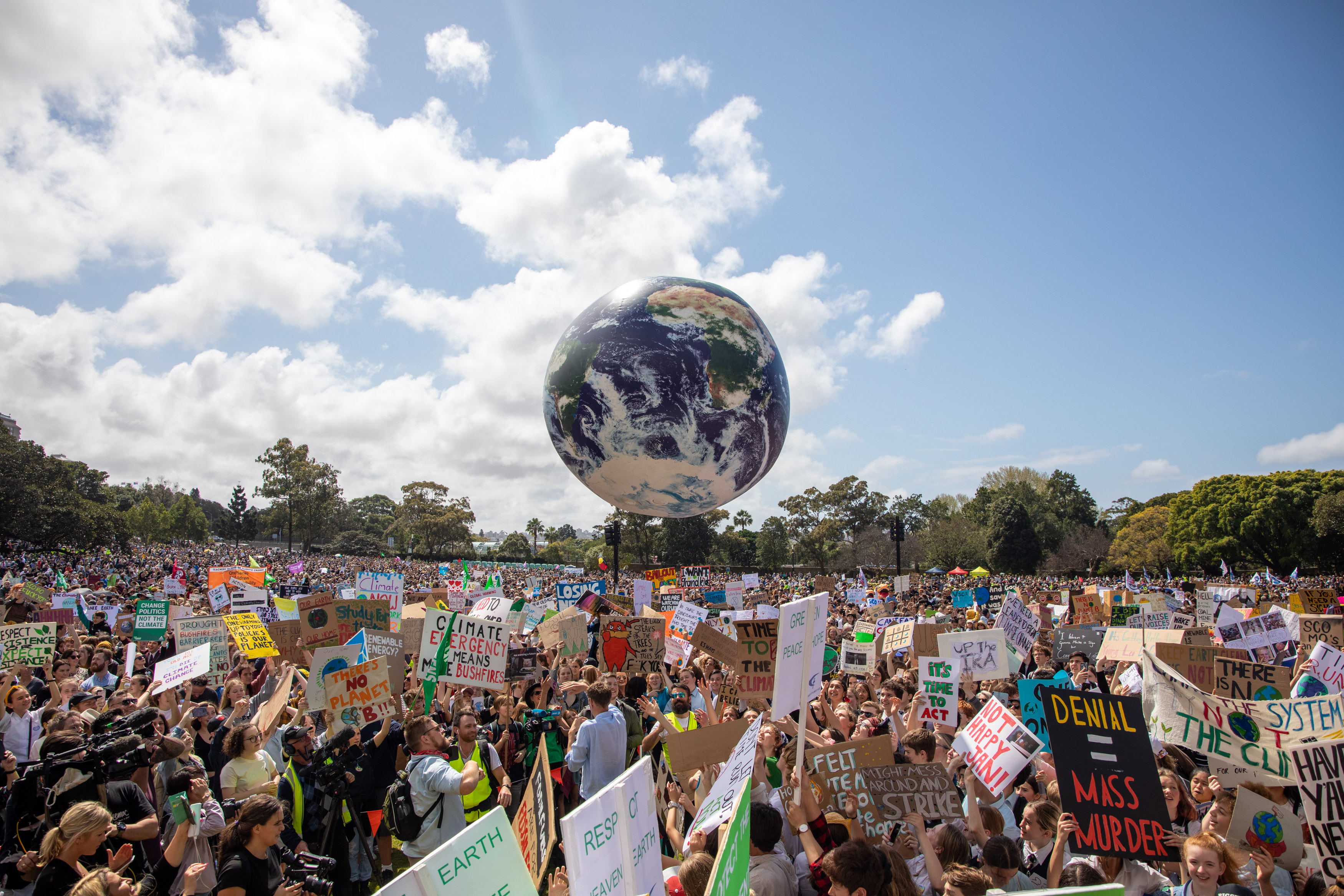
Cuộc biểu tình vì khí hậu tháng 9 năm 2019 tại Sydney, Australia

Dư luận tác động đến vấn đề biến đổi khí hậu vì chính phủ cần có sự ủng hộ của cử tri và công dân để thực hiện các chính sách giải quyết biến đổi khí hậu. Hơn nữa, khi nhận thức về biến đổi khí hậu của người dân và chính phủ có sự khác nhau, việc truyền đạt rủi ro tới công chúng sẽ trở nên khó khăn. Cuối cùng, công chúng không nhận thức được các vấn đề liên quan đến biến đổi khí hậu có thể phản đối hoặc chống lại các chính sách về biến đổi khí hậu, điều có tầm quan trọng đáng kể đối với các chính trị gia và lãnh đạo nhà nước.
Sự ủng hộ của công chúng đối với hành động ngăn chặn sự nóng lên toàn cầu cũng mạnh mẽ như sự ủng hộ của công chúng đối với nhiều hành động khác của chính phủ trong lịch sử; tuy nhiên, nó không "mạnh mẽ" theo nghĩa có thể lấn át các mối ưu tiên khác.
Một bài báo năm 2017 cho biết sự thay đổi trong dư luận theo hướng ủng hộ chủ nghĩa bảo vệ môi trường đã làm tăng mạnh việc áp dụng các chính sách năng lượng tái tạo ở Châu Âu. Một bài báo năm 2020 cho biết các quốc gia có nhiều người tin vào biến đổi khí hậu do con người gây ra có xu hướng có giá carbon cao hơn.
Theo cuộc thăm dò của Gallop năm 2011, tỷ lệ người Mỹ tin rằng tác động của hiện tượng nóng lên toàn cầu đã bắt đầu hoặc sẽ bắt đầu trong vài năm nữa đã tăng lên mức đỉnh điểm vào năm 2008 sau đó giảm xuống, đồng thời niềm tin cho rằng hiện tượng nóng lên toàn cầu là mối đe dọa đối với lối sống của họ trong suốt cuộc đời họ cũng có xu hướng tương tự. Mối quan tâm về hiện tượng nóng lên toàn cầu thường có mối tương quan với suy thoái kinh tế và khủng hoảng quốc gia như vụ việc 11/9 vì người Mỹ ưu tiên kinh tế và an ninh quốc gia hơn các vấn đề về môi trường. Tuy nhiên, sự sụt giảm mối quan tâm tới vấn đề biến đổi khí hậu vào năm 2008 là độc nhất khi so với các vấn đề môi trường khác. Xét trong bối cảnh các vấn đề môi trường, người Mỹ coi hiện tượng nóng lên toàn cầu là mối quan tâm ít nghiêm trọng hơn so với ô nhiễm sông, hồ và nước uống; chất thải độc hại; nhu cầu nước ngọt; ô nhiễm không khí; hư hỏng tầng ôzôn; và mất rừng mưa nhiệt đới. Tuy nhiên, người Mỹ ưu tiên vấn đề nóng lên toàn cầu hơn là vấn đề tuyệt chủng loài và mưa axit. Kể từ năm 2000, khoảng cách đảng phái đã gia tăng khi quan điểm của Đảng Cộng hòa và Đảng Dân chủ trở nên khác nhau.